# 노나미 아사
노나미 아사(일본어: 乃南アサ, 1960년 8월 19일 ~ )는 일본의 작가로, 본명은 야자와 아사코(일본어: 矢沢朝子)이다.

## 내력
도쿄 도 출생. 카리타스 여중 · 고등학교를 졸업하였고, 1980년에 와세다 대학 사회과학부를 중퇴하였다. 광고 대행사에 일하다가 1988년에 《행복한 아침 식사》로 일본 추리 서스펜스 대상에서 우수상을 수상하였다. 1996년에 《얼어붙은 송곳니》로 나오키상을 수상하였다. 2011년에 《땅 끝에서》로 제6회 중앙 공론 문예상을 수상했다.